# .iq
.iq este un domeniu de internet de nivel superior, pentru Irak (ccTLD).